# Nuevo Baztán
Nuevo Baztán település Spanyolországban, Madrid tartományban. Nuevo Baztán Pezuela de las Torres, Olmeda de las Fuentes, Villar del Olmo, Pozuelo del Rey, Valverde de Alcalá és Corpa községekkel határos. Lakosainak száma 7339 fő (2024).

## Népesség
A település népessége az utóbbi években az alábbiak szerint változott:
| Lakosok száma | 3677 | 5015 | 5828 | 6168 | 6239 | 5959 | 6091 | 6276 | 6760 | 7339 |
|               | 2001 | 2004 | 2007 | 2009 | 2012 | 2014 | 2017 | 2019 | 2022 | 2024 |